# Eugenio Tosi

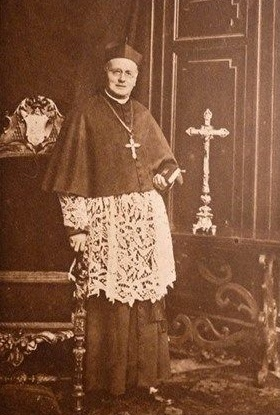
Eugenio Kardinal Tosi (ca. 1930)

Eugenio Kardinal Tosi OSSCA (* 6. Mai 1864 in Busto Arsizio, Provinz Varese, Italien; † 7. Januar 1929 in Mailand) war Erzbischof von Mailand.

## Leben

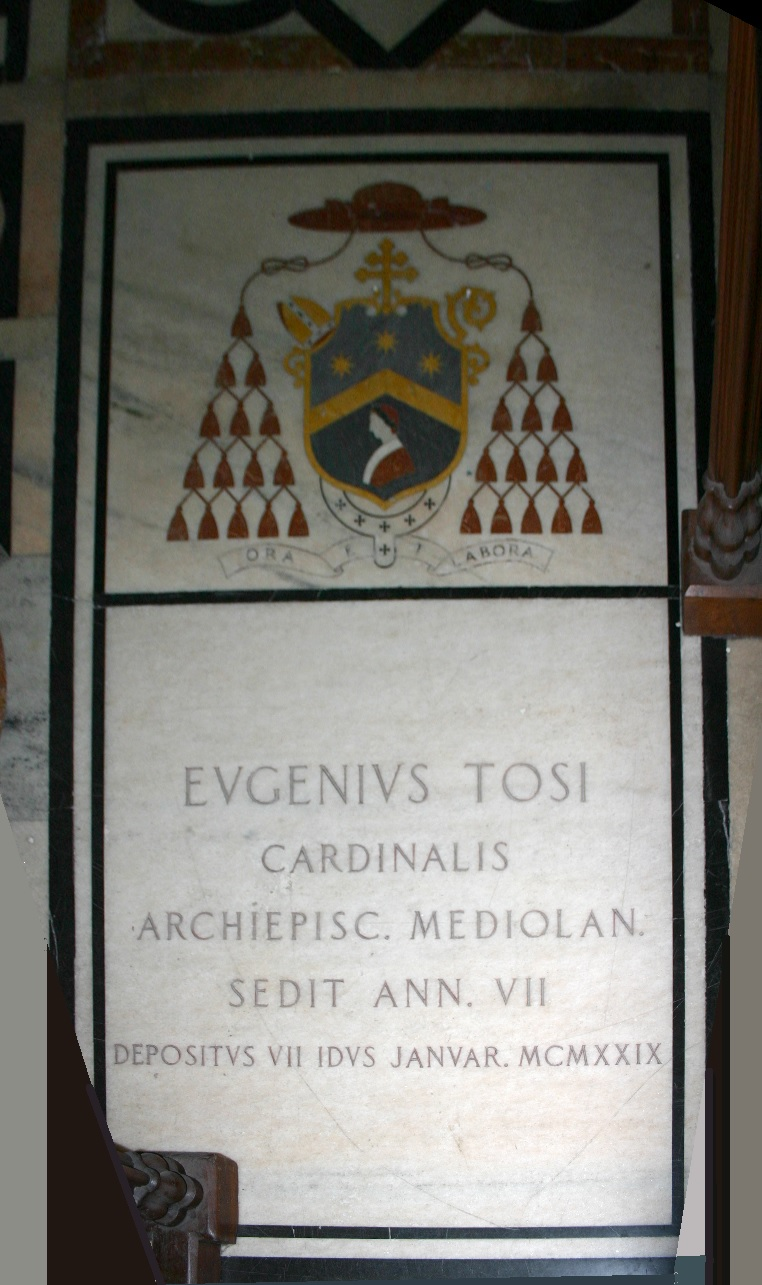
Grabplatte mit Kardinalswappen

Eugenio Tosi studierte an den Priesterseminaren in Monza und Mailand Katholische Theologie und Philosophie. Er empfing am 4. Juni 1887 in Mailand das Sakrament der Priesterweihe und arbeitete anschließend als Gemeindeseelsorger im Erzbistum Mailand. 1889 trat er in die Kongregation Oblaten der heiligen Ambrosius und Karl ein. Von 1889 bis 1909 unterrichtete er im Missionshaus der Oblaten in Rho. Von 1909 bis 1911 leitete er als Generalvikar die Verwaltung des Bistums Rimini.
1911 ernannte ihn Papst Pius X. zum Bischof von Squillace. Die Bischofsweihe empfing Eugenio Tosi am 16. Mai 1911 durch Andrea Carlo Kardinal Ferrari, den Erzbischof von Mailand. 1917 ernannte ihn Benedikt XV. zum Bischof von Andria. Daneben verwaltete Tosi das Bistum Squillace noch bis 1918 als Apostolischer Administrator. Nach seiner Papstwahl berief Papst Pius XI. Eugenio Tosi am 22. März 1922 zu seinem Nachfolger als Erzbischof von Mailand und nahm ihn am 11. Dezember desselben Jahres als Kardinalpriester mit der Titelkirche Santi Silvestro e Martino ai Monti in das Kardinalskollegium auf. Sein Wahlspruch lautete: Ora et labora („Bete und arbeite“).
Kardinal Tosi starb am 7. Januar 1929 in Mailand und wurde im Mailänder Dom beigesetzt.